# Gold (kanał telewizyjny)
U&Gold – brytyjski kanał telewizyjny, dostępny również w Irlandii, należący do sieci UKTV, w której połowę udziałów posiada BBC Worldwide.

## Historia
Kanał został uruchomiony w 1992 pod nazwą UK Gold. Początkowo był dostępny tylko w przekazie satelitarnym. W 1993 pojawił się w sieciach kablowych. W 1997 uruchomiono jego pierwsze kanały siostrzane, zaś całą grupę zaczęto określać jako sieć UKTV. W 2004 nazwę stacji zmieniono na UKTV Gold, a w 2008 na G.O.L.D. Obecną pisownię nazwy przyjęto w 2010. Do roku 2008 Gold posiadało status sztandarowego kanału UKTV, ale straciło tę pozycję po uruchomieniu Watch.

## Profil programowy
Przez całą swoją historię kanał specjalizował się w powtórkach programów innych nadawców, głównie BBC. Od 2008 spektrum emitowanych programów i seriali ogranicza się do komedii. Tym samym Gold jest jednym z dwóch komediowych kanałów UKTV, obok Dave. Główna różnica między tymi stacjami polega na tym, iż Dave skupia się na współczesnej brytyjskiej komedii, natomiast Gold - zgodnie ze swoją nazwą i tradycją - sięga znacznie szerzej po seriale sprzed wielu lat.

## Dostępność
Stacja dostępna jest w Wielkiej Brytanii i Irlandii w sieciach kablowych i na platformach cyfrowych.